# Liste der Orte im Landkreis Bad Kreuznach

Wappen des Landkreises Bad Kreuznach

Die Liste der Orte im Landkreis Bad Kreuznach enthält die Städte, Verbandsgemeinden, Ortsgemeinden und Gemeindeteile (Ortsbezirke, Wohnplätze und sonstige Gemeindeteile) im rheinland-pfälzischen Landkreis Bad Kreuznach.
Es handelt sich dabei um das amtliche Verzeichnis der Gemeinden und Gemeindeteile und setzt sich zusammen aus dem vom Statistischen Landesamt Rheinland-Pfalz geführten amtlichen Namensverzeichnis der Gemeinden und dem vom Landesamt für Vermessung und Geobasisinformation Rheinland-Pfalz geführten amtlichen Verzeichnis der Gemeindeteile.

## Verbandsfreie Stadt Bad Kreuznach
Gemeindeteile der großen kreisangehörigen Stadt Bad Kreuznach:
- Bad Kreuznach
- Darmstädter Hof
- Forsthaus Spreitel
- Gutleuthof
- Hargesheimer Landstraße
- Hühnerkopf
- Lohrerhof
- Lohrermühle
- Neuhof
- Rheingrafenstein, Hof
- Rheingrafenstein, Schloss
- Rotlaymühle
- Sandhübel
- Schützenhaus
- Bosenheim (Ortsbezirk)
- Ippesheim (Ortsbezirk)
- Schlarppmühle
- Planig (Ortsbezirk)
- Winzenheim (Ortsbezirk)
- Bad Münster am Stein-Ebernburg (Ortsbezirk)
- Bad Münster am Stein
- Huttental
- Ebernburg
- Birkerhof
- Bruchwiese
- Burg Ebernburg
- Ebernburger Mühle
- Heilquelle
- Hof im Tiergarten
- Auf der Spreit
- Trombacherhof

## Verbandsgemeinde Bad Kreuznach
Gemeinden und Gemeindeteile in der Verbandsgemeinde Bad Kreuznach:
- Altenbamberg
  - Altenbaumburg
  - Bangerterhof
  - Brücklocherhof
  - Steigerhof
  - Sonnenhof
- Biebelsheim
- Feilbingert
  - Bingert
  - Feil
  - Lemberghaus
  - Lemberghütte
  - Lüßerttal
  - Waldhof
- Frei-Laubersheim
  - Am Bahnhof Laubersheim
  - Hof bei der Römerstraße
  - Johanneshof
  - Lindenhof
  - Rheingrafenhof
- Fürfeld
  - Biedenthalerhof
  - Hof Iben
  - Thalermühle
  - An der Goldkaut
- Hackenheim
  - Antoniushof
  - Bonnheimer Hof
  - Darmstädter Hof
  - Im Rosengarten
  - Weingut Rosenhof
  - Weingut Böhlinger Hof
- Hallgarten
  - Dreiweiherhof
- Hochstätten
  - Im Steinbruch
- Neu-Bamberg
  - An der Weidenmühle
  - Waltershecke
  - Weidenmühle
- Pfaffen-Schwabenheim
  - Schleifmühle
  - Sonnenhof
- Pleitersheim
- Tiefenthal
- Volxheim
  - Neuhof
  - Rittersborner Hof

## Verbandsgemeinde Kirner Land
Gemeinden und Gemeindeteile in der Verbandsgemeinde Kirner Land:
- Bärenbach
- Becherbach bei Kirn
- Brauweiler
- Bruschied
  - Rudolfshaus
- Hahnenbach
- Heimweiler
  - Heimberg
  - Krebsweiler
  - Forsthaus Krebsweiler
  - Obere Horbachsmühle
  - Untere Horbachsmühle
- Heinzenberg
  - Greberhof
- Hennweiler
  - Algendellerhof
  - Landhaus Lang
  - Schlößchen Wasem
  - Eignerhof
- Hochstetten-Dhaun
  - Hochstädten (Ortsbezirk)
  - Hochstetten
  - Karlshof
  - St. Johannisberg
  - Waldeck
  - Waldhof
  - Schloss Dhaun (Ortsbezirk)
  - Heinzenberger-Gesellschaftsmühle
- Horbach
- Kellenbach
  - Forsthaus Lützelsoon
  - Gerhardsmühle
  - Rippas-Mühle
- Kirn, Stadt
  - Kallenfels (Ortsbezirk)
  - Kallenfelser Hof
  - Kirn
  - Akvas Papiermühle
  - Cramersmühle
  - Füllmannsmühle
  - Kyrburg
  - Ölmühle Spielmann
  - Kirnsulzbach (Ortsbezirk)
  - Hasenfels
  - Schleif-Mühle
- Königsau
- Limbach
  - Welschrötherhof
- Meckenbach
- Oberhausen bei Kirn
  - Itzebacherhof
  - Königshof
  - Schloß Wartenstein
- Otzweiler
- Schneppenbach
- Schwarzerden
- Simmertal
  - Bergmühle, Hotel
  - Campingplatz
  - Franzhof
  - Simmerhammer
- Weitersborn

## Verbandsgemeinde Langenlonsheim-Stromberg
Gemeinden und Gemeindeteile in der Verbandsgemeinde Langenlonsheim-Stromberg:
- Bretzenheim
  - Eremitage
  - Haus Sitzius
  - Karlshof
  - Orthenberger Mühle
- Daxweiler
  - Eichhof
  - Eichmühle, Hühnerfarm
  - Forsthaus Emmerichshütte
  - Forsthaus Tiefenbach
  - Soonfried, Jagdhaus
  - Stromberger Neuhütte
- Dörrebach
  - Forsthaus Opel
  - Gollenfels, Burg
  - Im Waldwinkel
  - Weinbergerhof
- Dorsheim
- Eckenroth
- Guldental
  - Heddesheim
  - Breitenfelserhof
  - Waldhilbersheim
  - Ackermühle
- Langenlonsheim
  - Forsthaus Langenlonsheim
- Laubenheim
  - Laubenheimermühle
- Roth
- Rümmelsheim
  - Burg Layen
- Schöneberg
  - Lehnmühle
  - Neupfalz
- Schweppenhausen
  - Haus Aumühle
  - Papiermühle, Laubsägefabrik
  - Steinfelder Hof
  - Weinzheimers Mühl, Sägewerk
  - Winklers Mühle
- Seibersbach
  - Autishof
  - Concordia, Haus
  - Füllenbacherhof
  - Junkermühle
  - Landgut Ziegelhütte
  - Layenkaut
  - Marienborn
  - Stromberger Neuhütte, Bahnhof
- Stromberg, Stadt
  - Bannmühle
  - Eckenrotherfels
  - Löwenzeilermühle
- Waldlaubersheim
  - Ackvas-Mühle
  - Lindenhof
  - Sonnenhof
  - Weincastell
- Warmsroth
  - Schmitts Hof
  - Wald Erbach
- Windesheim
  - Lindenhof
  - Ziegelhütte (ehemalige Gemeinde Waldhilbersheim)

## Verbandsgemeinde Nahe-Glan
Gemeinden und Gemeindeteile in der Verbandsgemeinde Nahe-Glan:
- Abtweiler
  - Hühnerhof
  - St. Antoniushof
- Auen
  - Gosenhof
- Bad Sobernheim, Stadt
  - Eckweiler
  - Pferdsfeld
  - Birkenhof
  - Entenpfuhl mit Martinshof
  - Forsthaus Alteburg
  - Forsthaus Ippenschied
  - Hoxmühle
  - Kallweiler
  - Trifthütte
  - Bad Sobernheim
  - Dörndich
  - Freilichtmuseum
  - Kurhaus am Maasberg
  - Neues Leben
  - Steinhardt
- Bärweiler
  - Hottenmühle
- Becherbach
  - Becherbach
  - Kirnbuscherhof
  - Römerhof
  - Rothenbaumerhof
  - Gangloff
  - Roth
- Breitenheim
  - Lacher Hof
- Callbach
  - Lindenhof
- Daubach
  - Birkenhof
  - Sonnenhof
- Desloch
  - Neuwieser Hof
- Hundsbach
  - Forsthaus Hundsbach
  - Lochmühle
- Ippenschied
- Jeckenbach
- Kirschroth
- Langenthal
- Lauschied
- Lettweiler
  - Nachtweiderhof
  - Neudorferhof
- Löllbach
  - Alte Ölmühle
  - Altheckmühle
- Martinstein
- Meddersheim
  - Felke-Kurhaus Menschel, englischer Hof
  - Lohmühle
  - Schliffgesmühle
  - Am Meisenheimer Pfad
- Meisenheim, Stadt
  - Hof Wieseck
  - Keddarterhof
  - Röther Hof
- Merxheim
  - Gänsmühle
  - Kornsmühle
  - Weinelsmühle
  - Hof Schöngelegen
- Monzingen
  - Nahemühle
- Nußbaum
  - In der Bein
- Odernheim am Glan
  - Am Kapellenberg
  - Birkenhof
  - Charlottenhof
  - Elsenpfuhl
  - Heddarterhof
  - Niedermühle, Fabrik
  - Sonnenberghof
  - Disibodenberg
  - Disibodenbergerhof
- Raumbach
  - Hofgut Krauß
- Rehbach
- Rehborn
  - Wohnplatz im Hahn
  - Neuhaus
  - Schreckhof
  - Im Schlad
  - Wohnplatz Bahnhof
  - Wohnplatz Bahnwärterhaus
- Reiffelbach
- Schmittweiler
- Schweinschied
- Seesbach
  - Waldfriede
- Staudernheim
  - Eisenschmelze
  - Firma Winters
  - Herrenhof – am Tunnel
  - Klostermühle
- Weiler bei Monzingen
  - Gonratherhof
  - Akazien-Hof
- Winterburg
  - Schloß Winterburg

## Verbandsgemeinde Rüdesheim
Gemeinden und Gemeindeteile in der Verbandsgemeinde Rüdesheim:
- Allenfeld
- Argenschwang
  - Webersmühle
  - Wiesenhof
- Bockenau
  - Daubacher Brücke
  - Lindenhof
- Boos
  - Im Käsberg
- Braunweiler
  - Haus Bock
- Burgsponheim
  - Akvas Mühle
- Dalberg
- Duchroth
  - Dimrotherhof
  - Hof Schönblick
  - Montforterhof
- Gebroth
- Gutenberg
  - Nackmühle
- Hargesheim
  - Baumdicker Mühle
- Hergenfeld
  - Georgshof
- Hüffelsheim
  - Antoniushof
  - Marienhof
  - Wiesenhof
- Mandel
- Münchwald
  - Haus Gräfenbach
  - Struthof
- Niederhausen
  - Hermannshöhle
  - Ehemalige Weinbaudomäne
- Norheim
  - Brunnenhof
  - Buchenländerhof
  - Wasserkraftwerk
  - Kronenhof
  - Haus am Tunnel
- Oberhausen an der Nahe
- Oberstreit
- Roxheim
  - Rollars Mühle
  - Obere Mühle
  - Mühlwieshof
- Rüdesheim
  - Lohrer Mühle
  - Zum Hargesheimer Pfad
  - Rüdesheimer Hof
- Sankt Katharinen
- Schloßböckelheim
  - Hahnerhof
  - Kolonie
  - Niederthälerhof, Weingut
  - Rotherhof
  - Schloßhof
- Sommerloch
  - Haus Schünemann
- Spabrücken
  - Aschbornerhof
  - Forsthaus Reichenbacherhof
  - Gräfenbacherhütte
  - Oberhub
  - Pfeffermühle
  - Rothmühle
  - Treinelshof
  - Unterhub
- Spall
  - Eichhof
  - Forsthaus Gebroth
- Sponheim
  - Ackermannsmühle
  - Annenhof
  - Brauchsmühle
  - Braunsmühle
  - Klostermühle
- Traisen
  - Auf dem Rotenfels
  - Sonnenhof
  - Rotenfelser Hof
- Waldböckelheim
  - Drahtwerke
  - Forsthaus
  - Goosemühle
  - Haus vor Leo's Ruh
  - Marienpforterhof
  - Sudetenlandhof
  - Waldböckelheim, Bahnhof
- Wallhausen
  - Wiesenmühle
- Weinsheim
  - Ackva's Mühle
  - Kapuskirch
  - Scholländerhof
- Winterbach
  - Forsthaus Winterbach
  - Kreershäuschen
  - Kuhpferch